# Pulau Berhala (Sabah)
Pulau Berhala ist eine zu Malaysia gehörende Insel in der Sulusee und liegt etwa einen Kilometer vor der Nordostküste von Borneo im Zugang zur Sandakan-Bucht.

## Beschreibung
Die etwa 3 Quadratkilometer große Insel erstreckt sich über eine Länge von 3,7 Kilometern und ist bis zu einem Kilometer breit. Der nördliche Teil ist ziemlich flach, während sich am südlichen Ende zwei auffällige, etwa gleich hohe Hügel von 130 m Höhe erheben, die gleichmäßig nach Westen abfallen und zur Seeseite eine Steilküste bilden. Auf dem höchsten Punkt der Insel befindet sich ein 20 m hoher Leuchtturm.
Auf der bewaldeten Insel leben heute dauerhaft etwa neun Fischerfamilien. Das Dorf Berhala befindet sich im Nordwesten.

## Geschichte

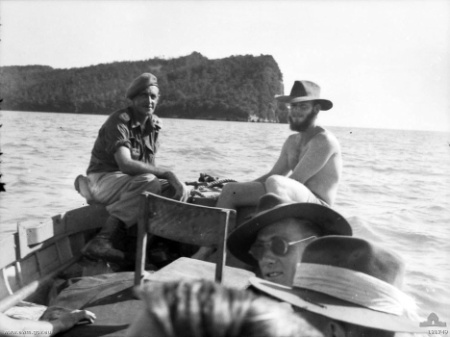
Eine australische Delegation besucht Pulau Berhala am 23. Oktober 1945

Vor dem Zweiten Weltkrieg wurde die Insel als Quarantänestation für chinesische und philippinische Arbeitsimmigranten benutzt und beherbergte eine Leprakolonie. Die Quarantänestation wurde während des Krieges zunächst als provisorisches Internierungslager für Zivilisten genutzt. Auch die Dichterin Agnes Newton Keith und ihr Mann Harry Keith wurden hier festgehalten, bevor sie mit den anderen Internierten in das Lager Batu Lintang in Kuching, Sarawak gebracht wurden. Danach wurden im Lager auf Berhala Kriegsgefangene interniert. Im Juni 1943 war Berhala Schauplatz eines kühnen Fluchtversuchs, bei dem es mehreren Kriegsgefangenen gelang, nach Tawi-Tawi auf den Philippinen zu entkommen.
Ein weiterer „prominenter“ Internierter war der chinesische Generalkonsul in Sabah, Cho Huan Lai. Er wurde später von der Kempeitai in Keningau hingerichtet.

## Fauna
Auf Berhala nisten verschiedene Greifvögel, unter anderem Brahmanenmilan (Haliastur indus), Schlangenadler und Seeadler. Im Oktober und November dient die Insel durchziehenden Zugvögeln als Rastplatz.